# Thymus argaeus
{{#ifeq:0|0|{{#if:|{{#if:Thymusargaeus|[[]}}|}}}}
Thymus argaeus — вид чебрецю родини глухокропивових (Lamiaceae), поширений у Туреччині.

## Опис
Чагарничок, від повзучого до висхідного, з гілками, які формують вільний килимок. Квіткові стебла до 8 см, вовнисто-запушені. Листки 6.5–8.5 x 0.8–1.8 мм, від ланцетних до еліптичних, округлі на верхівці, вовнисто-запушені; з рясними жовтими або оранжевими масляними цяточками, війчасті в нижній половині.
Суцвіття головчасті, вільні, часто витягнуті. Приквітки подібні до листків, але шириною 1.7–2.4 мм, звичайно не забарвлені, бічні жилки лише слабо видно. Чашечка дзвоноподібна, 4–4.5 мм, запушені й з густими жовтими масляними точками. Віночок блідо-бузковий, ≈6 мм.

## Поширення
Поширений у Туреччині.
Населяє відкриті лісові й кам'янисті схили, між щебенем на висотах 1700–3000 м.